# 厳輿
厳 輿（げん よ、? - 196年）は、中国後漢末期の武将。揚州呉郡烏程県の人。兄は厳虎（厳白虎）。

## 正史の事跡
『三国志』の本文中には記述がなく、裴松之が注として引用している『呉録』にのみ記述がある。
建安元年（196年）、厳虎は孫策が攻めてきた際に城の防備を固める同時に、厳輿を派遣して和平を求めた。
会談中に孫策は剣を抜いて席を切った。厳輿が恐れおののくと、孫策は「あなたがとても素早く、座った状態から飛び上がることができると聞いたので、からかっただけだ」と言った。厳輿は「私は剣を見るとそうなる」と答えたところ、孫策から戟を投げつけられ、避けられずに死んだ。
武勇に優れていた厳輿が死んだことで厳虎の軍は動揺し、まもなく孫策に打ち破られた。

## 物語中の厳輿
小説『三国志演義』でもほぼ同様であるが、最期の場面では厳輿が「江東を折半しよう」と申し出たのに対して、「私と対等のつもりか」と怒った孫策に、抜き打ちで斬り捨てられる。
吉川英治や、横山光輝の『三国志』では、「厳与」と表記されている。